# 1934 en aéronautique
Chronologie de l'aéronautique
- 1930
- 1931
- 1932
- 1933
- 1934
- 1935
- 1936
- 1937
- 1938

Cet article présente les faits marquants de l'année 1934 en aéronautique.

## Évènements

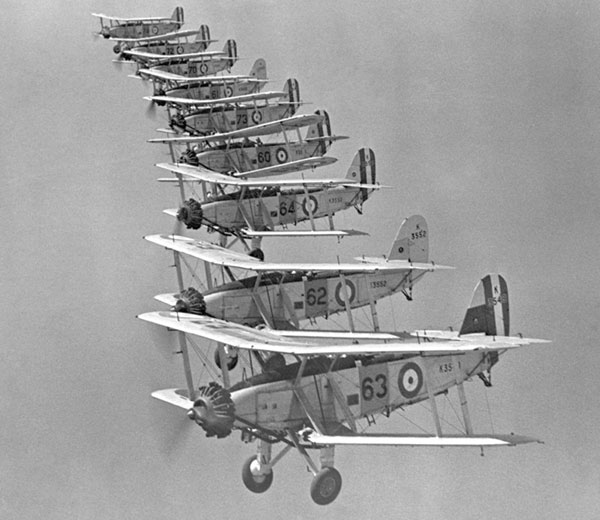
Blackburn Baffin de la Royal Air Force

- La compagnie aérienne allemande Deutsche Luft Hansa est rebaptisée Lufthansa.

### Janvier
- Janvier : les pilotes soviétiques Fedossenko, Wassenko et Usyskin atteignent l'altitude record de 22 000 m avec un ballon stratosphérique Ossoaviachim I.
- 10 janvier : premier vol du Boeing P-26. C'est le premier chasseur tout métal de Boeing.
- 14 janvier : premier vol du de Havilland DH.86.
- 15 janvier : parti de Lyon à destination du Bourget, le Dewoitine D 332 L'Émeraude de retour d'un vol d'essai vers Saïgon s'écrase près de Corbigny (Nièvre).

### Février
- 3 février : inauguration du service postal allemand entre Stuttgart et Buenos Aires (Argentine). Des Heinkel allemands assurent le trajet Stuttgart-Séville. Des Junkers Ju 52 prennent le relais jusqu'à Bathurst, puis des Dornier Wal jusqu'à Natal. La traversée de l'Atlantique comporte une escale de ravitaillement en pleine mer assurée par un navire pétrolier. Outre ce navire escale, un autre navire assurait le radio guidage. La suite de la ligne est exploitée par une compagnie brésilo-allemande, « Syndicat Kondor ».
- 13 février : début de la vaste opération de sauvetage aérien soviétique pour récupérer les passagers et l'équipage d'un brise-glaces, le Tchéliouskine[1], bateau scientifique bloqué par les glaces de l'Arctique.
- 23 février : premier vol du bimoteur Lockheed L-10 Electra.

### Avril
- 17 avril :
  - la compagnie aérienne américaine Eastern Air Transport d'abord appelée Pitcairn Aviation Inc. devient Eastern Air Lines;
  - premier vol du bombardier-torpilleur britannique Fairey Swordfish.
- 11 avril : l'Italien Renato Donati établit le nouveau record du monde de hauteur en avion : 14 433 mètres[2].

### Mai
- 8 mai - 23 mai : Jean Batten rejoint Port Darwin (Australie) depuis Lympne (Royaume-Uni) en 14 jours, 23 heures et 27 minutes, établissant ainsi un nouveau record féminin de vitesse sur cette distance[3].
- 11 mai : création de la Régie Air Afrique.
- 13 mai : la compagnie aérienne Americain Airways devient American Airlines.
- 17 mai : premier vol du motoplaneur Avia 50.
- 19 mai : premier vol du plus gros avion de l'époque le Tupolev ANT-20 Maxim Gorky .
- 28 mai : première liaison commerciale régulière entre Paris et Buenos Aires (Mermoz).

### Juin
- Juin : premier vol du Farman 430.

- 8 juin : premier vol du multiplace de combat Bloch MB.130.

- 14 juin : premier vol du chasseur Curtiss SBC Helldiver.

- 18 juin : premier vol du bimoteur de transport Potez 56.

### Juillet
- 2 juillet : loi d'organisation de l'Armée de l'Air Française. Le 1er septembre 2013, Le Général d'Armée Aérienne Denis Mercier choisi cette date comme journée de l'Armée de l'Air dans le cadre de son projet « Unis pour Faire Face ».
- 6 juillet : les Français François et Jenin remportent la Coupe Bibesco sur le parcours Paris-Bucarest.
- 17 juillet : premier vol du Potez 437.
- 28 juillet : le capitaine Albert Stevens, le major William Kepner et le capitaine Orville Anderson tentent de réaliser un vol stratosphérique avec un ballon gonflé à l’hydrogène, malheureusement le vol se solde par un échec, les trois Américains n'atteignant que 18 290 mètres[4].

### Août
- 28 août : fondation de la compagnie aérienne nationale italienne Ala Littoria en fusionnant les sept petites compagnies italiennes.
- 30 août : premier vol du Brochet MB-30.

### Septembre
- 1er septembre :
  - premier vol du Loire 46;
  - création de la compagnie aérienne mexicaine Aeroméxico.
- 7 septembre : inauguration de l'exploitation de la Régie Air Afrique: une liaison postale Alger-Niamey sur Bloch MB.120.
- 8 septembre : premier vol du de Havilland DH.88 Comet.
- 12 septembre : premier vol du chasseur britannique Gloster Gladiator.

### Octobre
- Octobre : premier vol du Caudron Simoun C620.
- 7 octobre : premier vol du bombardier soviétique Tupolev SB1.
- 8 octobre :
  - un équipage français relie Paris et Damas en 43 heures de vol sur 6 jours;
  - premier vol du Savoia-Marchetti SM.79;
  - premier vol du Praga E-45.
- 20 octobre : départ de la course Londres-Melbourne. 20 équipages au départ : 10 britanniques, 3 américains, 2 australiens, 2 néo-zélandais, 1 danois, 1 hollandais et 1 norvégien. Elle est remportée par le DH88 Comet "Grosvenor House" piloté par Campbell et Black en 70 h 54 min et 18 s ; ils gagnent ainsi le prix de 10 000 livres sterling offert par "Sir Mac Pherson-Robertson".
- 23 octobre : Francesco Agello établit le record du monde de vitesse pour hydravion à moteur à piston en atteignant 709 km/h sur un Macchi MC.72 modifié.

### Novembre
- Novembre : manœuvres militaires en Mer du Nord associant pour la première fois marine et aviation.
- 19 novembre : premier vol du Loire 130
- 22 novembre : l'aviatrice française Marthe de Lacombe établit le nouveau record d’altitude féminin pour avions légers biplaces de moins de 560 kilogrammes, avec un Morane-Saulnier 341 de 140 CV : soit 5300 mètres[5].
- 24 novembre : premier vol du Bloch MB.210
- 27 novembre : premier vol transatlantique du Blériot 5190, de Dakar, au Sénégal, à Natal, au Brésil, avec Lucien Bossoutrot aux commandes.
- 30 novembre, France : mort en démonstration de l'aviatrice Hélène Boucher qui, à 26 ans, venait de battre le record du monde de vitesse sur 1000 kilomètres à Guyancourt.